# Пих'яту-Ярв
Пих'яту-Ярв (ест. Põhjatu järv, інші назви ест. Ümmargune järv, Kõrtsi laht) — озеро в Естонії, що розташоване на острові Хіюмаа, у волості Киргессааре.
| Естонія | Це незавершена стаття з географії Естонії. Ви можете допомогти проєкту, виправивши або дописавши її. |